# Parque de la Estación del Norte
El parque de la Estación del Norte (en catalán: Parc de l'Estació del Nord) se encuentra en los terrenos aledaños a la estación de autobuses del mismo nombre, en el Distrito del Ensanche de Barcelona. Fue creado en 1988 con un proyecto de Andreu Arriola, Carme Fiol y Enric Pericas. En 1999 fue ampliado por Patrizia Falcone.

## Historia
En los terrenos del parque hubo desde 1862 una estación ferroviaria llamada Estación de Zaragoza. En 1878 la estación pasó a llamarse  Barcelona Norte, al ser absorbida por la Compañía de los Caminos de Hierro del Norte de España. En 1912 se construyó una nueva fachada en estilo modernista, obra de Demetrio Ribes. En 1941 la estación se integró en la nueva Red Nacional de los Ferrocarriles Españoles (RENFE), y pasó a llamarse Estación Barcelona-Vilanova, aunque conservó su denominación anterior a nivel popular. En 1972 el Ministerio de Obras Públicas clausuró la estación y trasladó todas las líneas a la Estación de Francia. Tras un tiempo en desuso, en 1983 el Ayuntamiento compró a RENFE los terrenos —un total de 57 757 m²—, y reconvirtió la estación en una terminal de autobuses, actualmente una de las más importantes de Cataluña en cuanto a viajeros y conexiones nacionales e internacionales. Sin embargo, una parte de sus terrenos siguió en desuso y en estado de semiabandono, hasta que con motivo de los Juegos Olímpicos de Barcelona 1992 se acondicionó un polideportivo para albergar las competiciones de tenis de mesa. Con tal motivo se remodeló el edificio de la estación, y se creó un cuartel de la Guardia Urbana, al tiempo que la zona oriental del recinto se dedicó a parque público, inaugurado en 1988 con un proyecto de Andreu Arriola, Carme Fiol y Enric Pericas. Por otro lado, en otros terrenos de la estación se crearon el Teatro Nacional de Cataluña (1996) y el Auditorio de Barcelona (1999), en la zona noroeste del recinto.

## Descripción

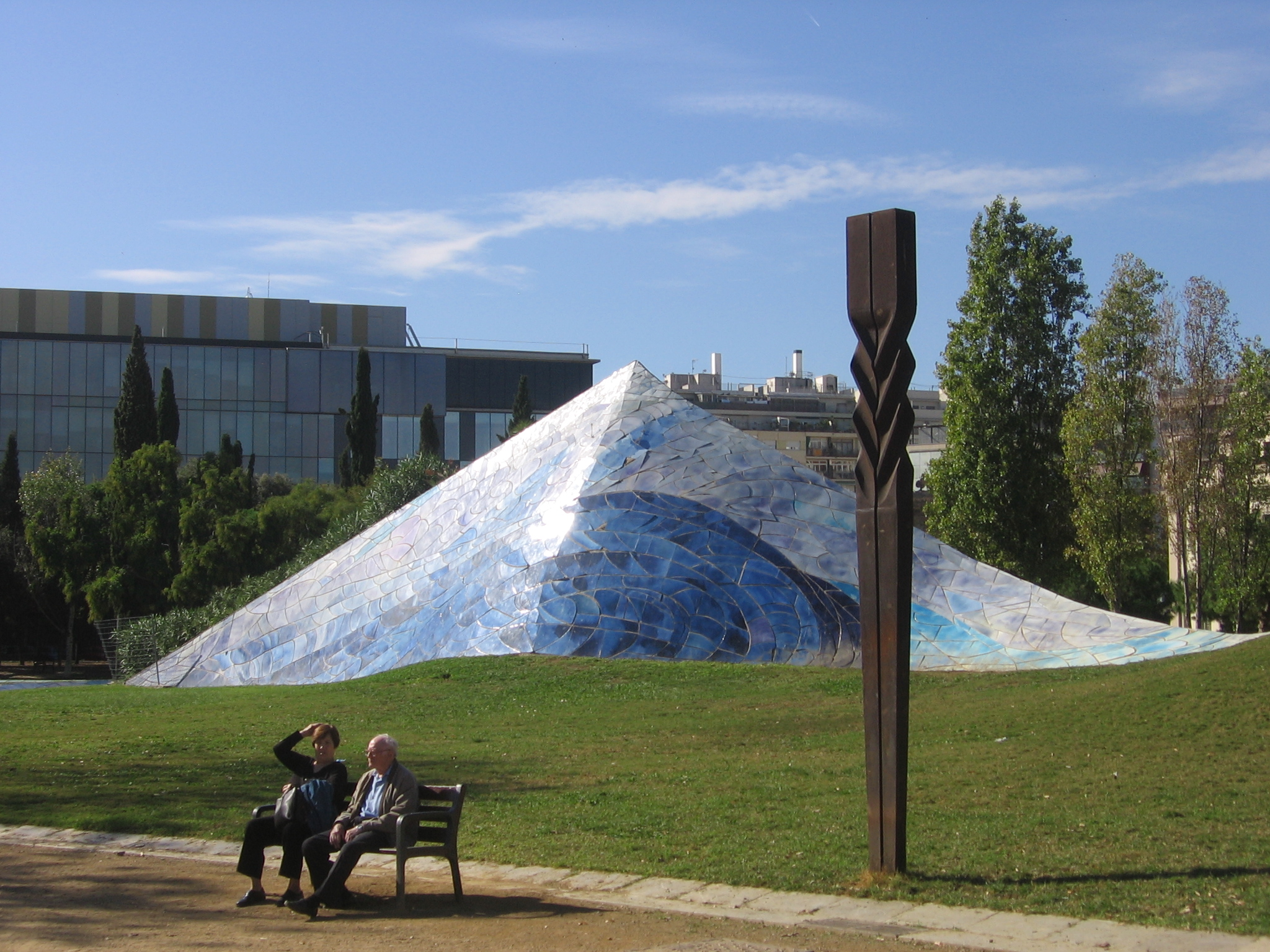
Cielo caído, de Beverly Pepper.

El parque se estructura en dos niveles: accediendo por la calle Lepanto se halla un nivel inferior donde se encuentran un área para perros y una zona de juegos infantiles, así como el Monumento a Juan Pablo Duarte, obra de Félix Tejada; tras pasar bajo un puente que cruza la calle Marina y subir una ligera pendiente se accede a una zona más elevada, que es la parte principal del parque, situada frente al edificio de la estación. Aquí destacan dos esculturas integradas con la naturaleza, al estilo del land-art: Cielo caído y Espiral arbolada, de Beverly Pepper. La primera parece una ola gigante que surge de la vegetación del parque, elaborada en cerámica de color azul de varias tonalidades con la técnica gaudiniana del trencadís, con la ayuda del ceramista Joan Raventós; la segunda tiene forma de tronera de piedra, rodeada de tilos. La misma artista diseñó los elementos de iluminación del parque, unos monolitos de hierro de cuatro metros de altura, con unos tirabuzones en su parte superior; y también los bancos, elaborados con piedra artificial, y que parecen piezas de ajedrez. El resto del parque alterna zonas de césped con espacios arbolados, en los que destacan las acacias y los cipreses. El recinto del parque acoge también el Campo municipal de fútbol Fort Pienc.

## Vegetación
Entre las especies presentes en el parque se hallan: el pino piñonero (Pinus pinea), el chopo (Populus nigra italica), el álamo blanco (Populus alba "Nivea" y Populus alba "Pyramidalis"), el chopo del Canadá (Populus x canadensis y Populus x canadensis "Pyramidalis"), el tilo (Tilia tormentosa), la encina (Quercus ilex), el ciprés de Lambert (Cupressus macrocarpa), el tamarisco (Tamarix gallica), el madroño (Arbutus unedo), el pitosporo (Pittosporum tobira), el durillo (Viburnum tinus), la retama (Spartium junceum), el almez (Celtis australis), la acacia de Japón (Sophora japonica), la falsa acacia (Robinia pseudoacacia) y la mimosa de las cuatro estaciones (Acacia retinodes).

## Galería

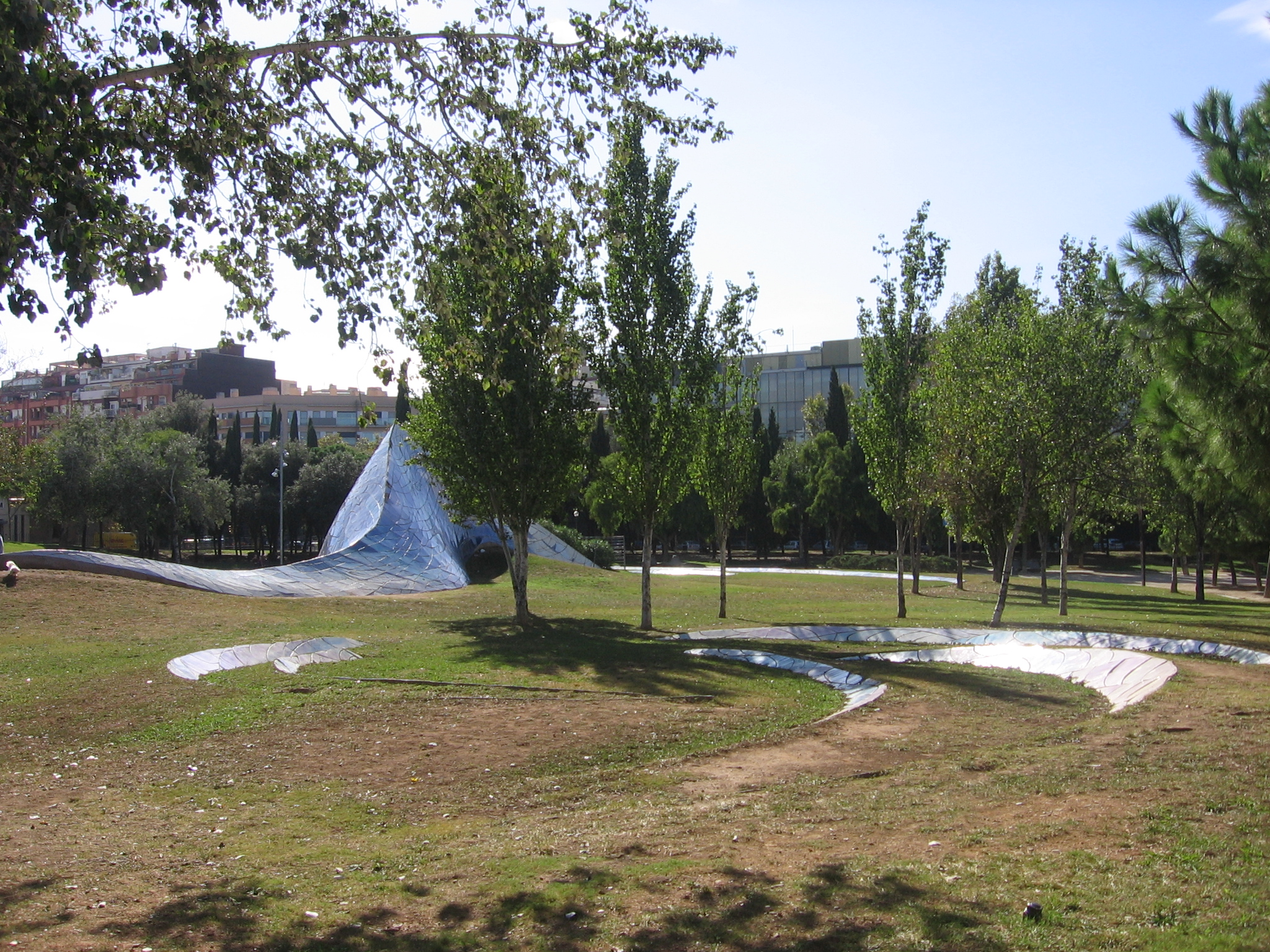
Cielo caído, de Beverly Pepper.
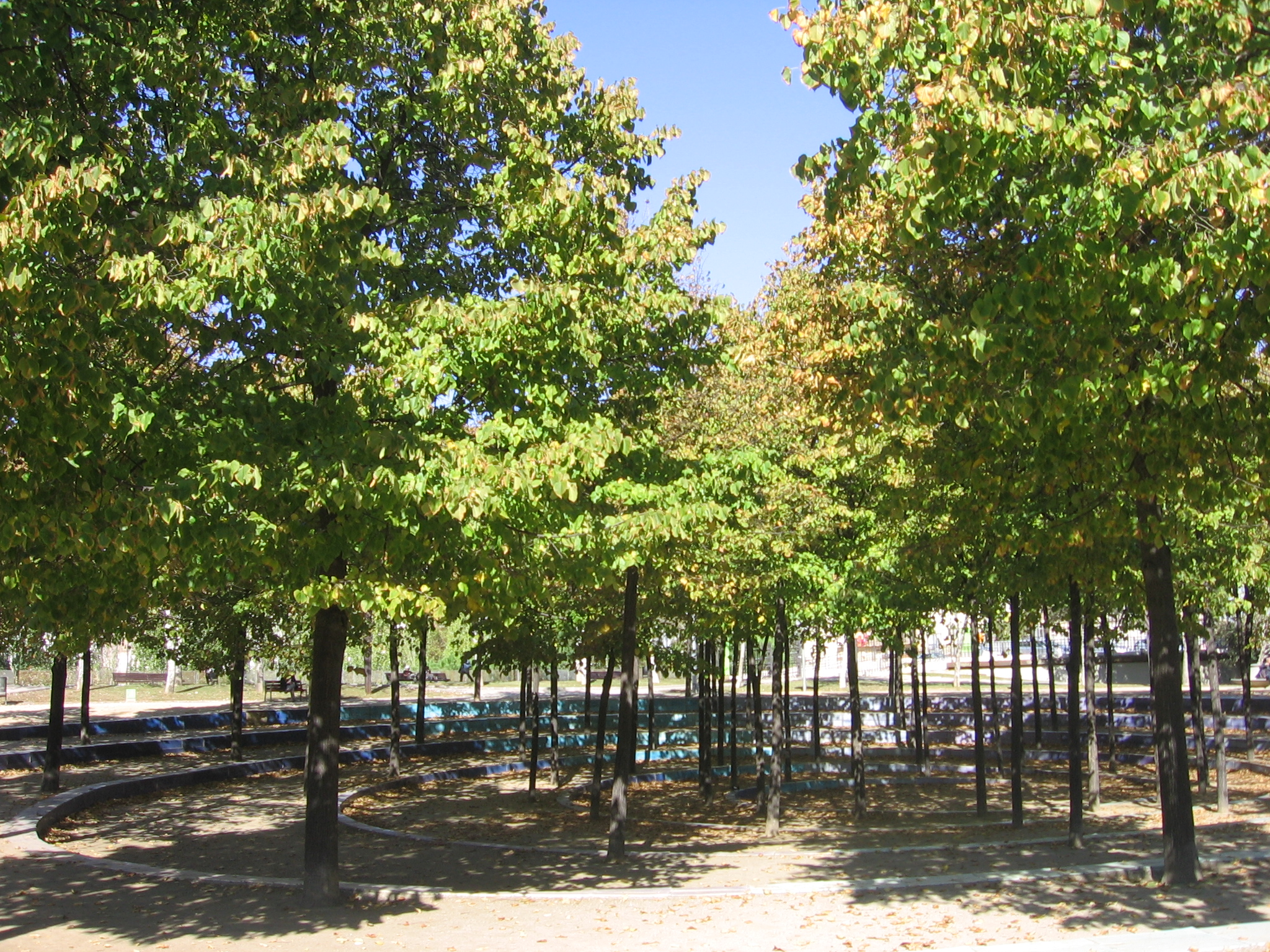
Espiral arbolada, de Beverly Pepper.
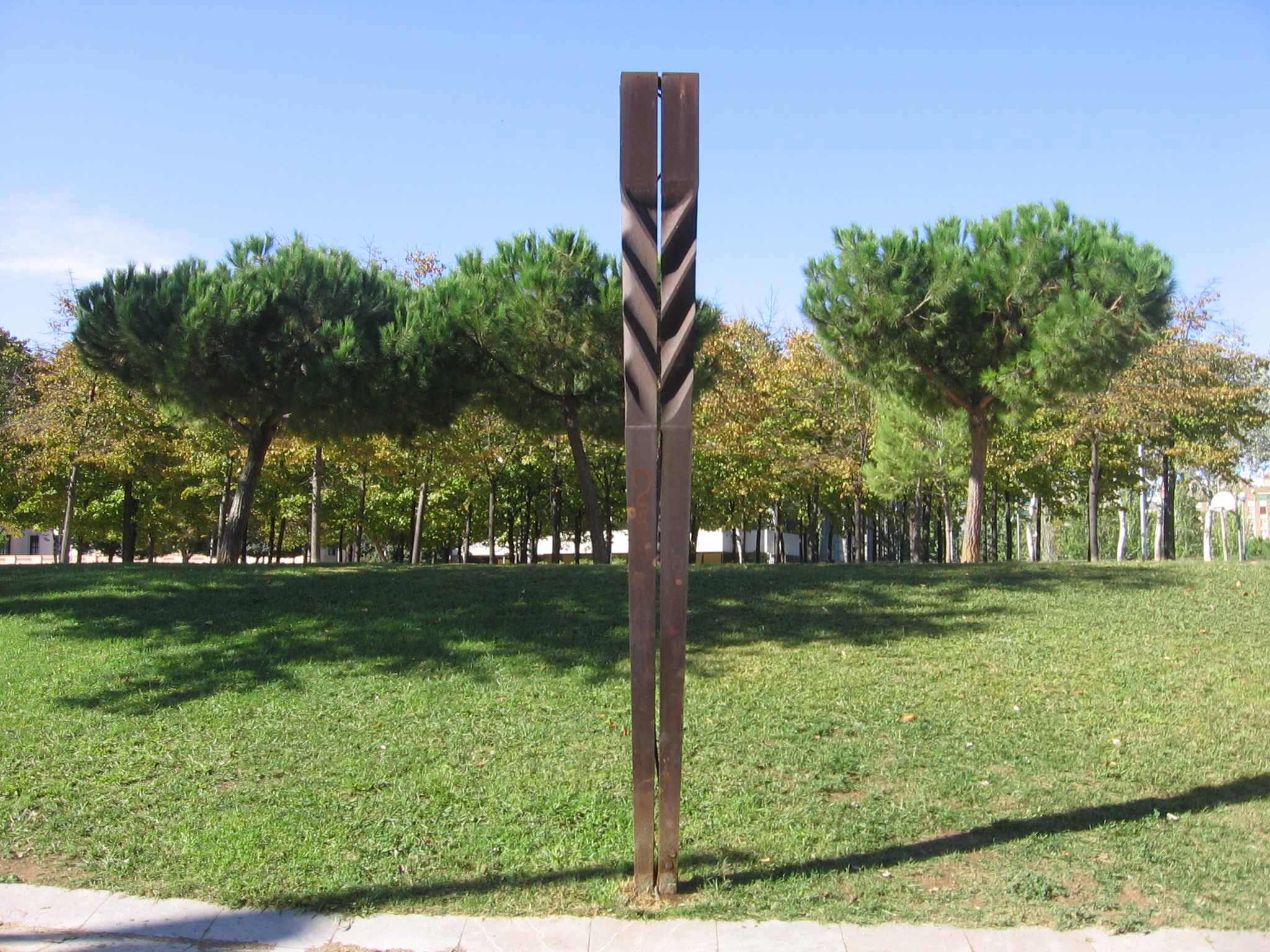
Luminaria del parque, de Beverly Pepper.
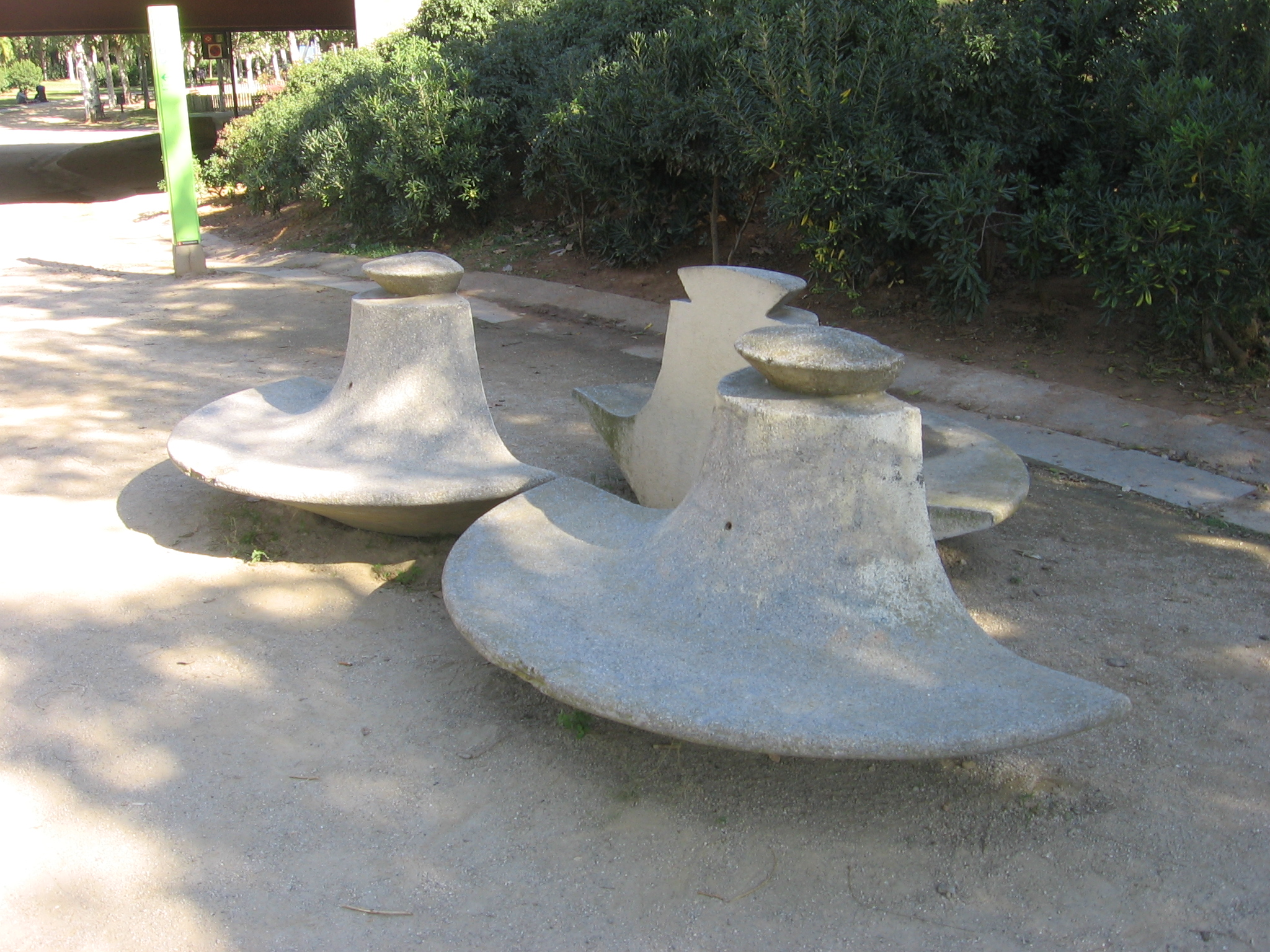
Bancos del parque, de Beverly Pepper.
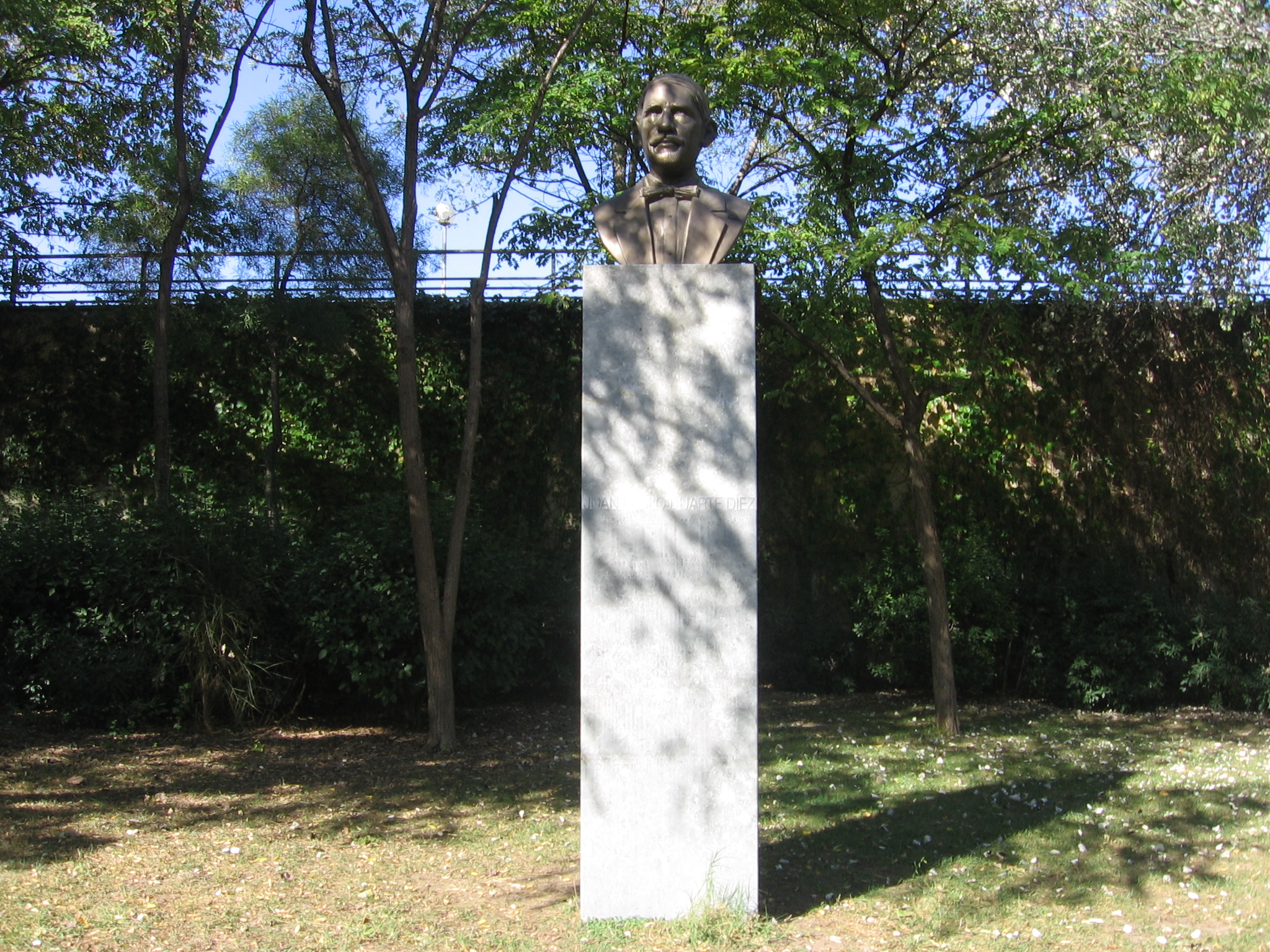
Monumento a Juan Pablo Duarte, de Félix Tejada.